# Alcat test
L'Alcat test (acronimo di antigen leukocyte cellular antibody test) è un test di laboratorio mediante il quale viene effettuata la diagnosi di intolleranza alimentare. La scienza medica non riconosce l'esistenza di queste intolleranze e ritiene tali test una truffa.
Il test consiste nel mettere a contatto il sangue del paziente ottenuto con un normale prelievo con una serie di sostanze alimentari di cui si sospetta essere intolleranti. Le reazioni alla intolleranza non sempre sarebbero immediate ma si potrebbero presentare anche diverse ore dopo l'assunzione della sostanza, quindi il test evidenzierebbe una reazione avversa agli alimenti cioè agli allergeni alimentari. Tali allergeni indurrebbero modificazioni sia in numero che in dimensioni di alcune cellule ematiche del paziente in particolare dei leucociti neutrofili (granulociti neutrofili).
Quando tale reazione si verifica ci si troverebbe in presenza di una reazione avversa all'alimento testato.